# Division 1 (Bélgica) 1965-66
La Primera División de Bélgica 1965/66 fue la 63.ª temporada de la máxima competición futbolística en Bélgica.

## Tabla de posiciones
| Pos | Equipo                 | PJ | PG | PE | PP | GF | GC | Pts | DG  | Notas                                                |
| --- | ---------------------- | -- | -- | -- | -- | -- | -- | --- | --- | ---------------------------------------------------- |
| 1   | RSC Anderlechtois      | 30 | 21 | 5  | 4  | 88 | 18 | 47  | +70 | Clasificado a la Copa de Campeones de Europa 1966-67 |
| 2   | K. Sint-Truidense V.V. | 30 | 18 | 4  | 8  | 43 | 29 | 40  | +14 |                                                      |
| 3   | Standard Club Liégeois | 30 | 16 | 8  | 6  | 47 | 24 | 40  | +23 | Clasificado a la Recopa de Europa 1966-67            |
| 4   | Beerschot              | 30 | 15 | 9  | 6  | 45 | 29 | 39  | +16 |                                                      |
| 5   | RFC Brugeois           | 30 | 12 | 11 | 7  | 56 | 39 | 35  | +17 |                                                      |
| 6   | KFC Malinois           | 30 | 13 | 7  | 10 | 35 | 39 | 33  | -4  |                                                      |
| 7   | La Gantoise            | 30 | 11 | 8  | 11 | 47 | 62 | 30  | -15 | Clasificado a la Copa de Ferias 1966-67              |
| 8   | Tilleur FC             | 30 | 9  | 12 | 9  | 30 | 37 | 30  | -7  |                                                      |
| 9   | RFC Liégeois           | 30 | 11 | 7  | 12 | 52 | 46 | 29  | +6  | Clasificado a la Copa de Ferias 1966-67              |
| 10  | Royal Antwerp FC       | 30 | 11 | 7  | 12 | 43 | 44 | 29  | -1  | Clasificado a la Copa de Ferias 1966-67              |
| 11  | Lierse S.K.            | 30 | 8  | 10 | 12 | 30 | 40 | 26  | -10 |                                                      |
| 12  | Racing White           | 30 | 8  | 8  | 14 | 36 | 47 | 24  | -11 |                                                      |
| 13  | Daring Club Bruxelles  | 30 | 7  | 10 | 13 | 25 | 31 | 24  | -6  |                                                      |
| 14  | Beringen FC            | 30 | 7  | 6  | 17 | 29 | 51 | 20  | -22 |                                                      |
| 15  | K Berchem Sport        | 30 | 4  | 10 | 16 | 24 | 52 | 18  | -28 | Descenso a la Segunda División de Bélgica            |
| 16  | RCS Brugeois           | 30 | 5  | 6  | 19 | 19 | 61 | 16  | -42 | Descenso a la Segunda División de Bélgica            |

PJ = Partidos jugados; PG = Partidos ganados; PE = Partidos empatados; PP = Partidos perdidos; GF = Goles a favor; GC = Goles en contra; Pts = Puntos; DG = Diferencia de goles